# Roger Adrià
Roger Adrià Oliveras (Barcellona, 18 aprile 1998) è un ciclista su strada spagnolo che corre per il team Red Bull-Bora-Hansgrohe. È attivo in formazioni UCI dal 2020.

## Palmarès

### Strada
- 2018 (Lizarte, una vittoria)

Premio San Pedro
- 2019 (Lizarte, due vittorie)

Memorial Pascual Momparler
Gran Premio San Lorenzo
- 2022 (Equipo Kern Pharma, una vittoria)

2ª tappa Route d'Occitanie (Belmont-sur-Rance > Roquefort-sur-Soulzon)
- 2024 (Red Bull-Bora-Hansgrohe, una vittoria)

Grand Prix de Wallonie
- 2025 (Red Bull-Bora-Hansgrohe, una vittoria)

1ª tappa Vuelta a Burgos (Olmillos de Sasamón > Burgos)

#### Altri successi
- 2017 (Lizarte)

Classifica giovani Volta a Portugal do Futuro
- 2019 (Lizarte)

1ª tappa Volta a Galicia (Pontevedra > Pontevedra, cronosquadre)
- 2020 (Equipo Kern Pharma)

Classifica giovani Tour de Serbie

## Piazzamenti

### Grandi Giri
- Vuelta a España

2022: non partito (11ª tappa)
2024: 43°

### Classiche monumento
- Milano-Sanremo

2025: 24º
- Liegi-Bastogne-Liegi

2023: 39º
2024: 82º
2025: 27º
- Giro di Lombardia

2024: 11º

### Competizioni mondiali
- Campionati del mondo

Innsbruck 2018 - In linea Under-23: 46º
Yorkshire 2019 - In linea Under-23: 81º
Fiandre 2021 - In linea Elite: 59º
Wollongong 2022 - In linea Elite: 77º
Glasgow 2023 - In linea Elite: ritirato
Zurigo 2024 - In linea Elite: 11º

### Competizioni europee
- Campionati europei

Plouay 2020 - In linea Under-23: 23º
Trento 2021 - In linea Elite: 29º